# Svartgöl (Målilla socken, Småland)
Svartgöl är en sjö i Hultsfreds kommun i Småland och ingår i Emåns huvudavrinningsområde.